# Puilly-et-Charbeaux
Puilly-et-Charbeaux – miejscowość i gmina we Francji, w regionie Grand Est, w departamencie Ardeny.
Według danych na rok 1990 gminę zamieszkiwało 258 osób, a gęstość zaludnienia wynosiła 14 osób/km².

## Populacja

Populacja Puilly-et-Charbeaux w latach 1962-2008